# The First Night
Pour plus de détails, voir Fiche technique et Distribution.
The First Night est un film américain réalisé par Richard Thorpe, sorti en 1927.

## Synopsis
Peu après l'annonce de ses fiançailles avec le Dr Richard Bard, Doris Frazer reçoit une lettre de Jack White, un ancien fiancé, qui menace d'empêcher son mariage. Dans le même temps, Mimi, une aventurière, appelle le Dr Bard en lui disant qu'elle a la preuve qu'il l'a épousée en France. À la suite de cela, Doris et Richard décident de fuir pour se marier. Finalement, on découvrira que Mimi n'est en réalité que Jack White déguisé en femme.

## Fiche technique
- Titre original : The First Night
- Réalisation : Richard Thorpe
- Scénario : Esther Shulkin
- Direction artistique : Edwin B. Willis
- Photographie :  Milton Moore, Mack Stengler
- Montage : James C. McKay
- Société de production : Tiffany Productions
- Société de distribution : Tiffany Productions
- Pays de production :  États-Unis
- Langue originale : anglais
- Format : noir et blanc — 35 mm — 1,37:1 — Film muet
- Genre : Comédie romantique
- Durée : 6 bobines - 1 676 m
- Date de sortie :
  - États-Unis : 1er janvier 1927

## Distribution
- Bert Lytell : Dr Richard Bard
- Dorothy Devore : Doris Frazer
- Harry Myers : le détective de l'hôtel
- Frederick Ko Vert : Mimi / Jack White
- Walter Hiers : M. Cleveland
- Lila Leslie : Mme Cleveland
- James T. Mack : l'ivrogne
- Hazel Keener : Mlle Leeds
- Joan Standing : Mme Miller